# Rebeuville
Rebeuville là một xã, nằm ở tỉnh Vosges trong vùng Grand Est của Pháp. Xã này có diện tích 8,72 km², dân số năm 1999 là 264 người. Xã này nằm ở khu vực có độ cao trung bình 290 m trên mực nước biển.
Dân địa phương tiếng Pháp gọi là Rebeuvillois.

## Biến động dân số
| 1962                                         | 1968 | 1975 | 1982 | 1990 | 1999 | 2004 |
| -------------------------------------------- | ---- | ---- | ---- | ---- | ---- | ---- |
| 227                                          | 262  | 211  | 262  | 273  | 264  | 273  |
| Số liệu từ năm 1962: Dân số không tính trùng |      |      |      |      |      |      |